# صائدو الأشباح: الآخرة
صائدو الأشباح: الآخرة (بالإنجليزية: Ghostbusters: Afterlife)‏ هو فيلم خيال علمي كوميدي دراما أمريكي لعام 2021 من إخراج جيسون رايتمان وبطولة كاري كون،فين ولفهارد،مكينا جريس،بول رود بالإضافة لأبطال الفيلم الأول صائدو الأشباح بيل موري،دان أيكرويد،إيرني هدسون،سيغورني ويفر وآني بوتس.

## روابط خارجية
- الموقع الرسمي
- صائدو الأشباح: الآخرة على موقع IMDb (الإنجليزية)
- صائدو الأشباح: الآخرة على موقع ميتاكريتيك (الإنجليزية)
- صائدو الأشباح: الآخرة على موقع روتن توميتوز (الإنجليزية)
- صائدو الأشباح: الآخرة على موقع ألو سيني (الفرنسية)
- صائدو الأشباح: الآخرة على موقع أول موفي (الإنجليزية)
- صائدو الأشباح: الآخرة على موقع بوكس أوفيس موجو (الإنجليزية)
- صائدو الأشباح: الآخرة على موقع فيلمافينيتي (الإسبانية)
- صائدو الأشباح: الآخرة على موقع قاعدة بيانات الأفلام السويدية (السويدية)
- صائدو الأشباح: الآخرة على موقع قاعدة بيانات الفيلم (الإنجليزية)
- صائدو الأشباح: الآخرة على موقع ليتربوكسد (الإنجليزية)